# Jacobus Johannes Fouché
Jacobus Johannes Fouché, ibland endast kallad J. J. Fouché, född 6 juni 1898 i Wepener, Oranjefristaten, död 23 september 1980 i Kapstaden, var en sydafrikansk politiker (nationalistpartiet) och Sydafrikas president mellan 1968 och 1975. Han var tidigare försvarsminister i Hendrik Verwoerds regering från 1959 till 1966 och den ende presidenten under apartheidtiden att tjäna en full mandatperiod.  
Fouché var Sydafrikas mest långvarige president till 14 juli 2006 då han blev omgången av Thabo Mbeki.